# Eleni Aklillu
Eleni Aklillu Gebreyes, född 27 maj 1965, är en etiopisk farmakolog och professor vid Karolinska institutet.

## Biografi

### Utbildning
1987 avlade Aklillu kandidatexamen i farmakologi vid Addis Ababa University i Etiopien och magisterexamen i biokemi vid samma universitet 1996. Hon avlade sedan filosofie doktorsexamen i molekylär genetik vid Karolinska institutet 2003.

### Karriär
År 2009 blev Aklillu docent i farmakologi vid Karolinska institutet. Sedan 2020 har hon varit professor i tropisk farmakologi med specialisering på området farmakogenomik vid samma lärosäte. Aklillu är även seniorforskare och ledare för en forskargrupp vid Institutionen för laboratoriemedicin vid Karolinska Institutet.

### Forskning
Aklillus huvudsakliga forskningsområde är tropisk farmakologi, vilket innebär klinisk farmakologisk forskning med fokus på stora infektionssjukdomar som klassificeras som folkhälsoproblem, den största globala bördan och den främsta orsaken till dödsfall eller funktionshinder, särskilt i låg- och medelinkomstländer. Hennes forskningsområden är optimering av behandlingar och förebyggande av hiv och aids, tuberkulos, malaria och försummade tropiska sjukdomar som schistosomiasis, lymfatisk filariasis och jordöverförda inälvsmaskar som krävde masstillförsel av läkemedel för kontroll och förebyggande av dessa sjukdomar. Hennes forskargrupp har genomfört flera prospektiva observationsstudier, randomiserade kliniska prövningar, läkemedelsinteraktioner och dosoptimeringsstudier i olika länder söder om Sahara.

## Uppdrag och utmärkelser
- African Academy of Sciences – fellow[12] och pristagare av Donald Mackay-medaljen.[13]
- European and Developing Countries Clinical Trials Partnership, Strategic Advisory Committee - tidigare vice ordförande[12]
- Royal College of Physicians of Edinburgh – fellow[12]
- Vetenskapsrådet, rådgivande kommitté – styrelsemedlem[12]
- Donald Mackay-medaljen 2020 "för enastående arbete inom tropisk hälsa."[11]

## Publikationer
Eleni Aklillu har över 170 publikationer. Hennes mest citerade verk har citerats över 800 gånger.